# Jean-Baptiste Coclers
Jean-Baptiste Pierre Coclers (Maastricht, 14 oktober 1696 - Luik, 23 mei 1772) was een Zuid-Nederlands schilder van portretten, bloemstillevens en historische onderwerpen. Hij wordt gezien als de voornaamste vertegenwoordiger van de Maastrichts-Luikse schildersfamilie Coclers. Samen met Edmond Plumier, Paul-Joseph Delcloche, Nicolas de Fassin, Léonard Defrance en Pierre-Michel de Lovinfosse behoort hij tot de belangrijkste 18e-eeuwse barokschilders in het prinsbisdom Luik.

## Levensbeschrijving
Jean-Baptiste Coclers was een telg uit de Maastrichts-Luikse schildersfamilie Coclers en was de zoon van Philippe Coclers, die aanvankelijk een schildersatelier had in Maastricht, maar in 1702 naar Luik verhuisde, alwaar hij hofschilder werd van prins-bisschop Jozef Clemens van Beieren. De familie Coclers woonde in Maastricht in het huis De Pluym in de Bredestraat. Jean-Baptiste kreeg de eerste schilderslessen van zijn vader.
Van 1713 tot 1729 verbleef hij in Rome, waar hij studeerde bij Sebastiano Conca en Marco Benefial en enige tijd samenwerkte met de landschapsschilder Giovanni Niccolò Servandoni. Na zijn Italiaanse periode werkte hij enige tijd in Marseille (1729-31), waar hij een groot, niet bewaard gebleven fresco schilderde in de beurs. Van 1731 tot 1738 werkte hij te Maastricht, waar hij onder meer opdrachten kreeg van het stadsbestuur ter verfraaiing van het Stadhuis van Maastricht. Voor deze opdracht ontving hij 1660 gulden plus de toezegging dat zijn zinneloze broer op stadskosten verpleegd zou worden bij de cellebroeders.
Hierna vestigde hij zich te Luik, waar hij een zekere reputatie als portret- en historieschilder verwierf. Net zoals zijn vader Philippe werd Jean-Baptiste hofschilder van de Luikse prins-bisschoppen, een titel die hij wist te prolongeren onder het bewind van George Lodewijk van Bergen, Johan Theodoor van Beieren en Karel Nicolaas Alexander d'Oultremont. Van deze drie prins-bisschoppen schilderde hij portretten. De later bekend geworden schilder Léonard Defrance volgde van circa 1745-50 zijn opleiding bij Coclers.
In 1772 overleed Jean-Baptiste Coclers als een gevierd schilder en een tot welstand gekomen burger van Luik. Zijn reputatie als schilder ging daarna echter snel achteruit.
Zijn zoon Louis Bernard Coclers werd eveneens een bekend schilder. Een andere zoon, Philippe Henri Coclers van Wyck, vestigde zich als schilder in Marseille en werd daar directeur van de academie. Zijn dochter, Maria Lambertine Coclers, genoot enige bekendheid als graveerster van platen in de stijl van Adriaen van Ostade.

## Werken (selectie)

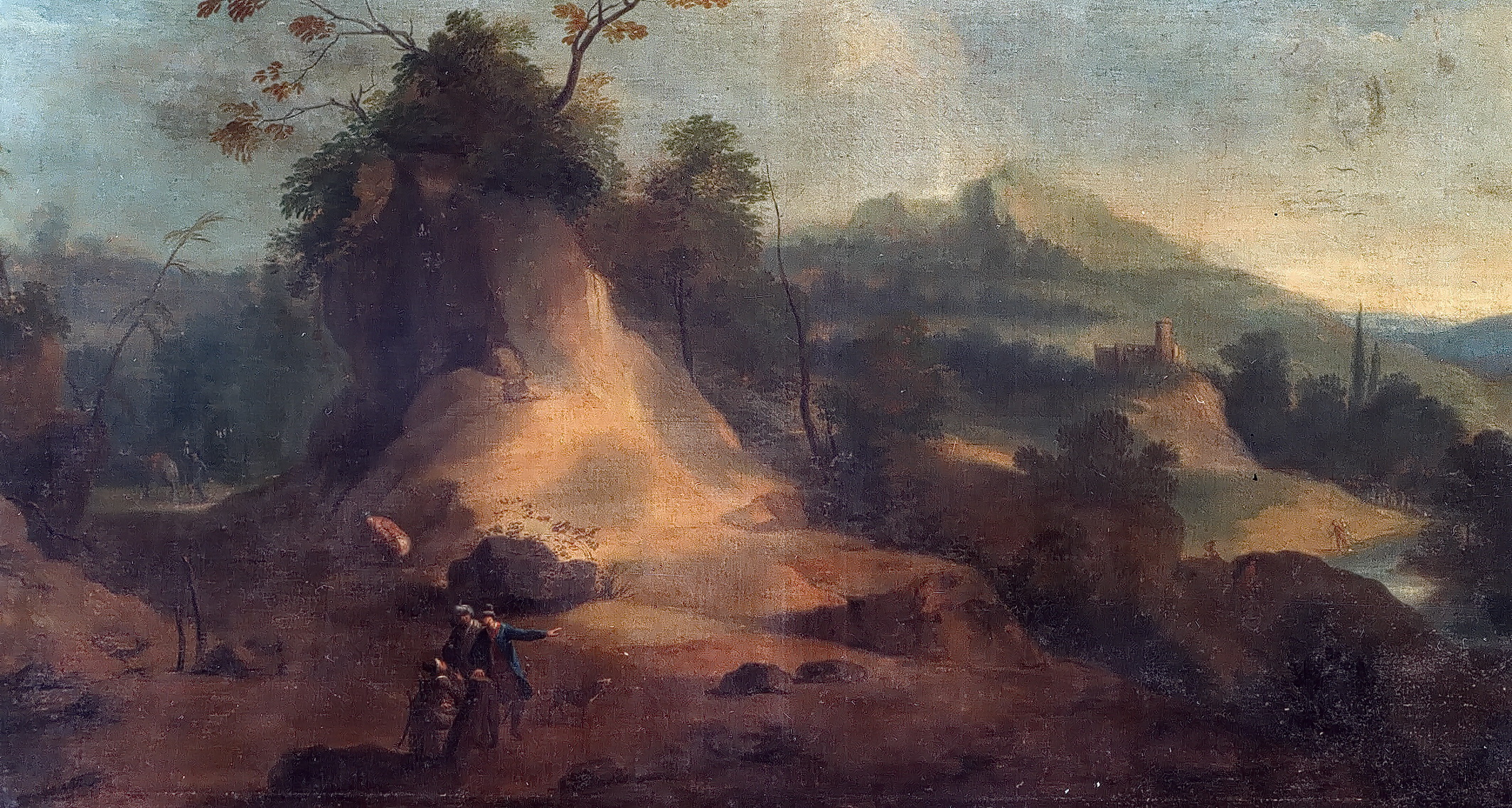
bovendeurstuk met landschap in het Luikse Ansembourg Museum

- 1731: Portret van een kanunnik, Bonnefantenmuseum, Maastricht;
- 1733: De vier evangelisten, eertijds in het koor van de Kruisherenkerk te Maastricht (verblijfplaats onbekend);[2]
- ca. 1735: Jezus, Maria en De twaalf apostelen, 14 schilderijen bedoeld voor het koor van de abdijkerk van Hocht (verblijfplaats onbekend);[3]
- 1737: De apostel Petrus, in de St-Laurentiuskerk te Bemelen;
- 1737: Plafondschildering collegekamer Stadhuis van Maastricht, voorstellende de verheerlijking van de goden op de Olympus (in 1955 verwijderd in verband met waterschade, thans in het Bonnefantenmuseum);[2]
- 1741: Plafondschildering en wellicht ook portretten van Clemens August I van Beieren en de bankier Michel Willems, Salle Henri-Jean Hennet, Ansembourg Museum, Luik;
- 1752: Diana (privécollectie)[1]
- 1758: Bloemstilleven en andere werken in museum Grand Curtius in Luik;
- 1760: Kroning van Sint-Servaas, in de Sint-Servaaskerk in Luik;
- Schildering in de St-Nicolaas-en-Barbarakerk te Valkenburg;
- Schoorsteenstuk Stadhuis van Sint-Truiden;
- Schildering Stadhuis van Luik;
- Allegorische plafondschildering in het Paleis van de Prins-bisschoppen in Luik (toeschrijving);[4]
- Portretten Clemens August I van Beieren en de bankier Michel Willems, Salle Henri-Jean Hennet, Ansembourg Museum, Luik (toeschrijving).

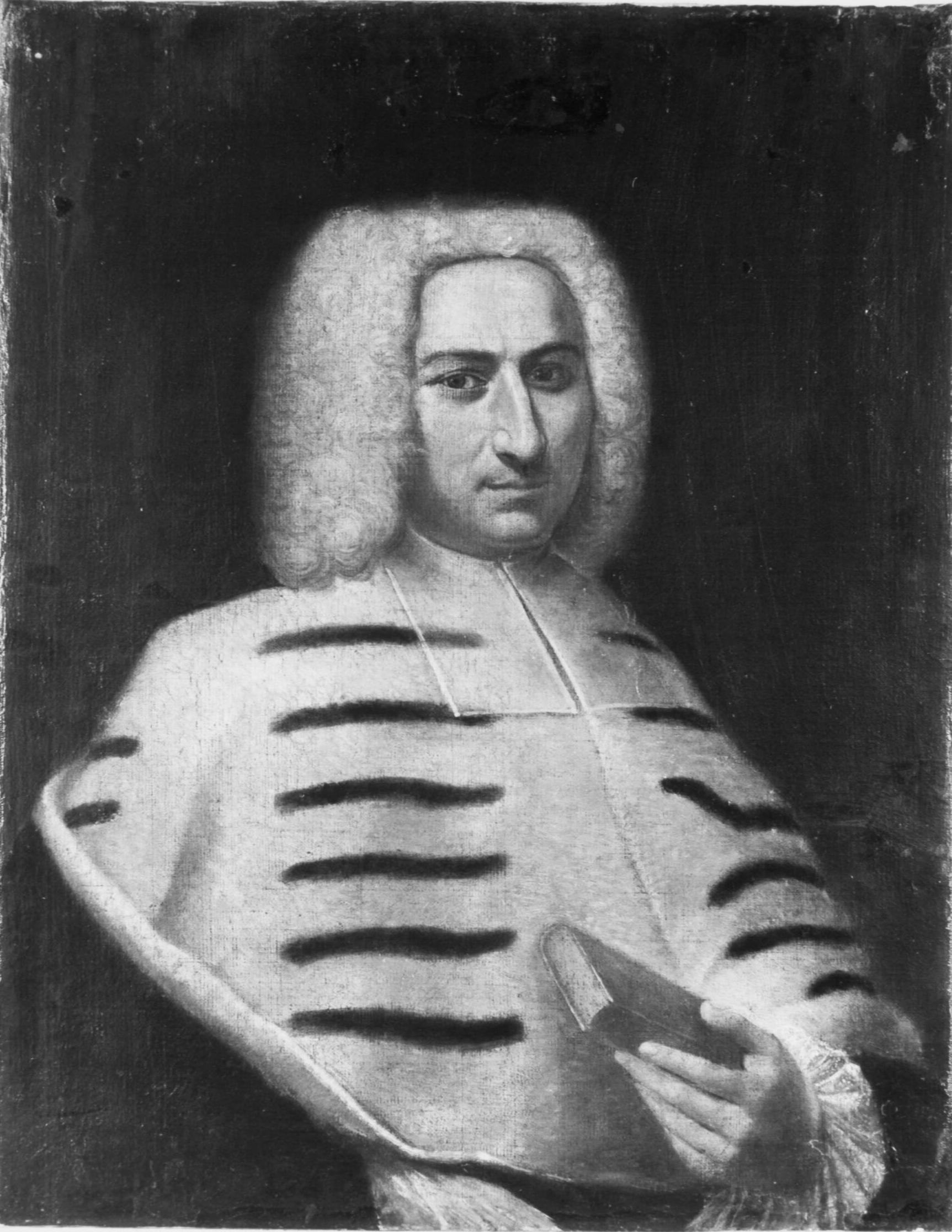
Portret van een kanunnik, 1731, Bonnefantenmuseum, Maastricht
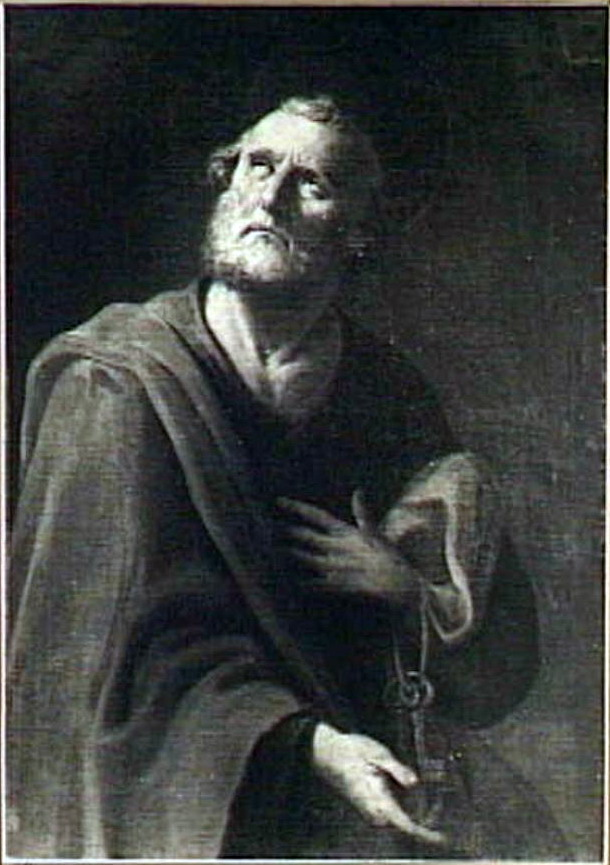
Sint-Petrus, 1737, Laurentiuskerk, Bemelen
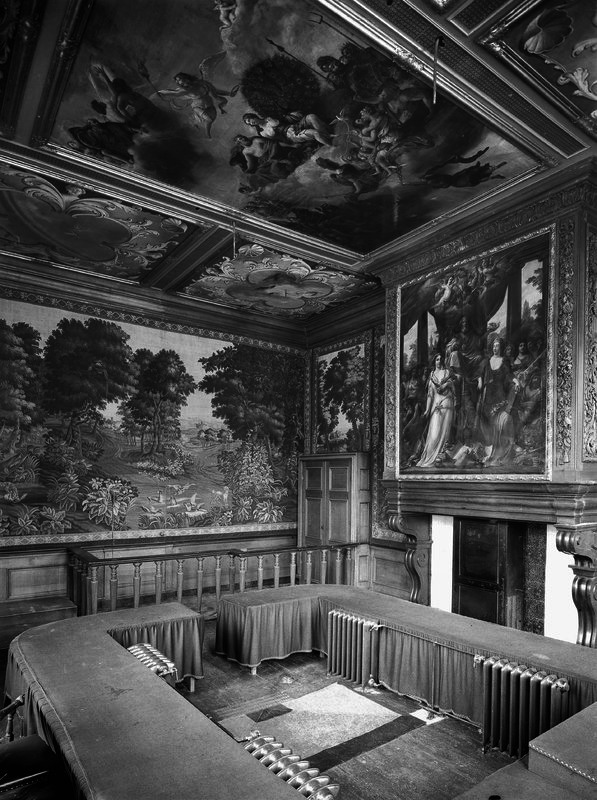
Plafondschildering in de collegekamer, 1737, stadhuis Maastricht
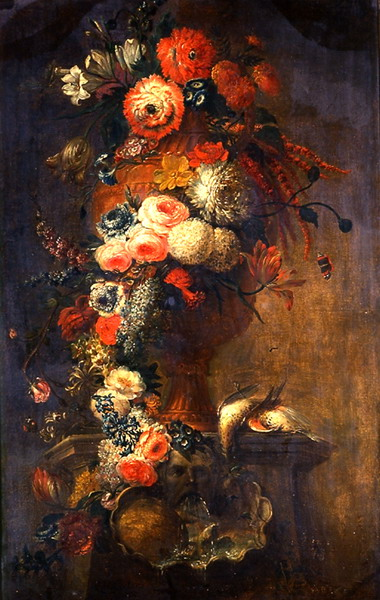
Bloemstilleven, 1758, Grand Curtius, Luik

- Biografisch Portaal: 30980880
- International Standard Name Identifier: 0000 0004 1011 0908
- Nederlandse Thesaurus van Auteursnamen: 109448219
- RKD-Nederlands Instituut voor Kunstgeschiedenis: 17436
- Union List of Artist Names: 500052149
- Virtual International Authority File: 304632550